# 勒布尔吉勒
勒布尔吉勒（法語：Rebourguil，法語發音：[ʁəbuʁɡil]）是法国阿韦龙省的一个市镇，属于米约区。

## 地理
勒布尔吉勒（43°53'15"N, 2°46'28"E）面积35.31 平方千米，位于法国奧克西塔尼大區阿韦龙省，该省份为法国南部内陆省份，位于法國中央高原南部，北起顺时针与康塔爾省、洛泽尔省、加尔省、埃罗省、塔恩省、塔恩-加龙省和洛特省接壤。
与勒布尔吉勒接壤的市镇（或旧市镇、城区）包括：朗斯河畔贝尔蒙、孔布雷、蒙洛尔、圣瑞埃里、瓦布尔拉拜。

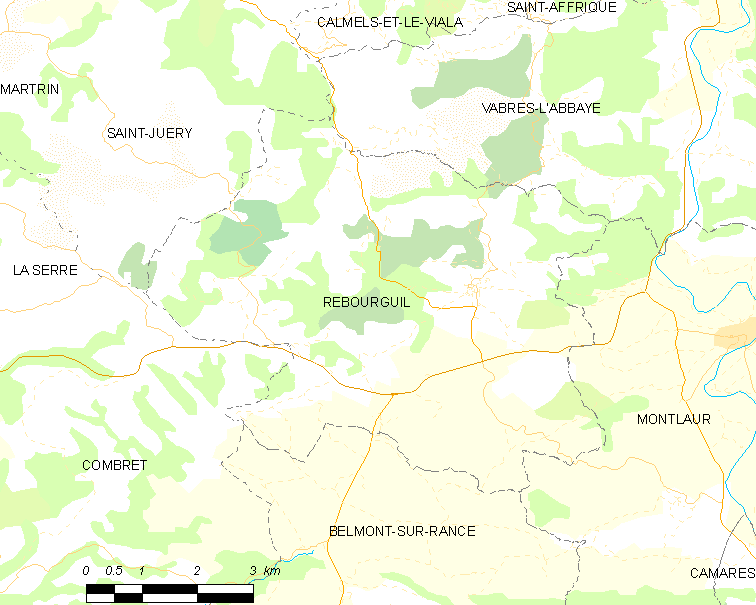
勒布尔吉勒的OSM定位图

勒布尔吉勒的时区为UTC+01:00、UTC+02:00（夏令时）。

## 行政
勒布尔吉勒的邮政编码为12400，INSEE市镇编码为12195。

## 政治
勒布尔吉勒所属的省级选区为科斯-鲁日耶县。

## 人口

1962-2008年间勒布尔吉勒人口变化图示

勒布尔吉勒于2022年1月1日时的人口数量为287人。